# Institut Nacional de Tècnica Aeroespacial d'Espanya
El Instituto Nacional de Técnica Aeroespacial «Esteban Terradas», (INTA, en català Institut Nacional de Tècnica Aeroespacial Esteve Terradas)
és un organisme públic espanyol dependent del Ministeri de Defensa i adscrit a la Secretaria d'Estat de Defensa (SEDEF) encarregat de projectes d'investigació espacial i aeronàutica, fundat en 1942 per Esteve Terradas i Illa i Felipe Lafita Babío, enginyer naval, industrial i aeronàutic. La seu central es troba a Torrejón de Ardoz, Madrid. Compta amb dos centres d'operacions, un, la MDSCC a Robledo de Chavela, Madrid, i l'altra seu al Centre d'Experimentació d'"El Arenosillo" a Huelva (Andalusia). De la seva partida pressupostària, gairebé un 60% es destina a equipament científic i tecnològic.

## Funcions
Realitza projectes d'investigació, tant en solitari com en combinació amb altres organismes estatals, tant nacionals com internacionals (CSIC, universitats, la NASA) i empreses privades. És responsable dels programes de satèl·lits científics INTASAT, Minisat, Nanosat 01, Nanosat-1B i OPTOS, entre d'altres.
Des de la base de llançaments de coets sonda d'El Arenosillo, ha treballat amb diferents tipus de coets suborbitals, com INTA-300 i INTA-255. Entre 1991 i 1999 va treballar en el desenvolupament del coet llançador de satèl·lits Capricornio, que tanmateix va ser finalment abandonat.

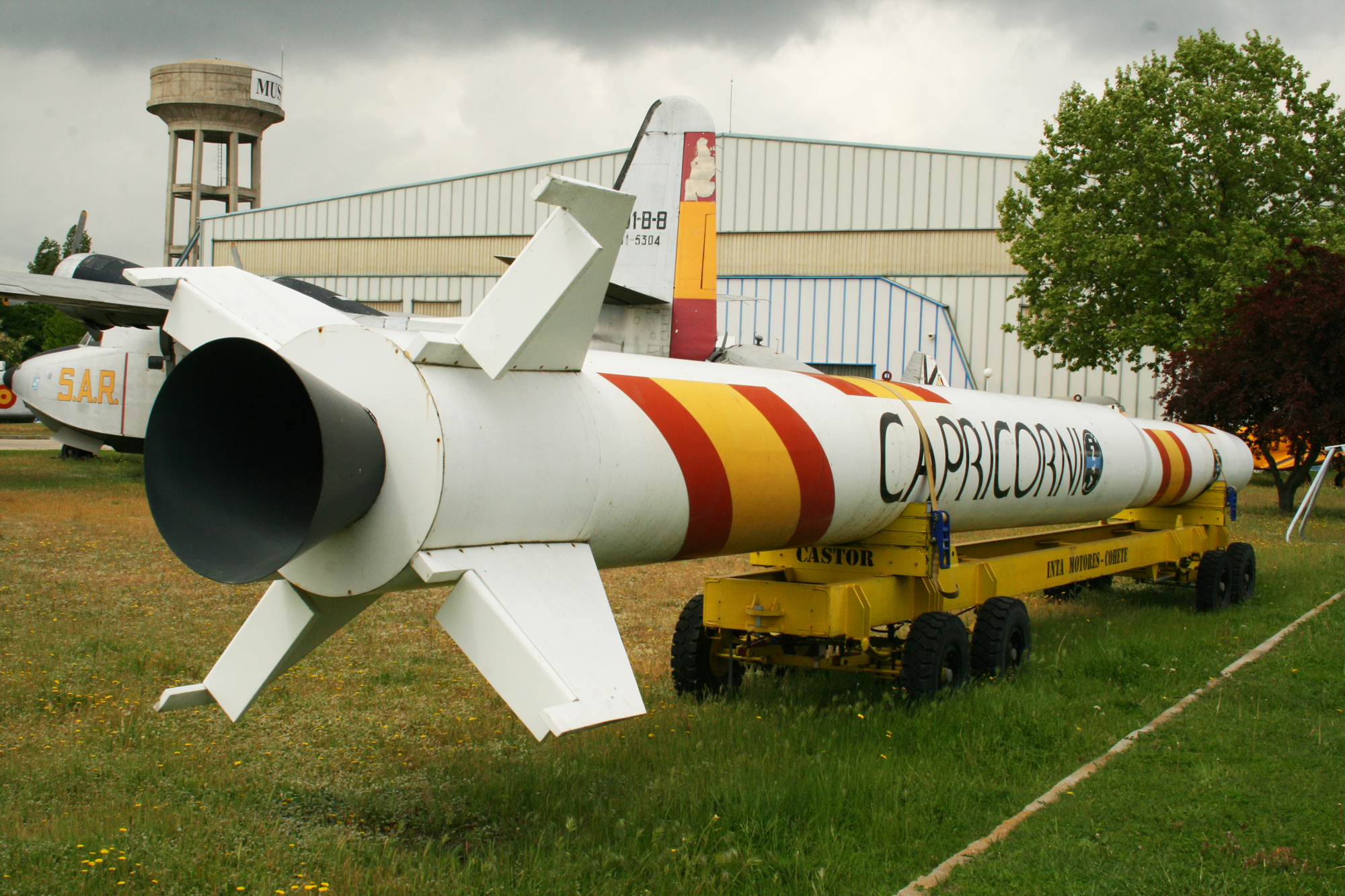
Maqueta d'un Capricornio al Museu de l'Aire Cuatro Vientos

## Satèl·lits
- INTASAT, llançat el 15 de novembre de 1974.
- UPM/LB-Sat 1, llançat el 17 de juliol de 1995. En col·laboració amb la Universitat Politècnica de Madrid.
- Minisat 01, llançat el 21 d'abril de 1997.
- Nanosat 01, llançat el 17 de desembre de 2004.

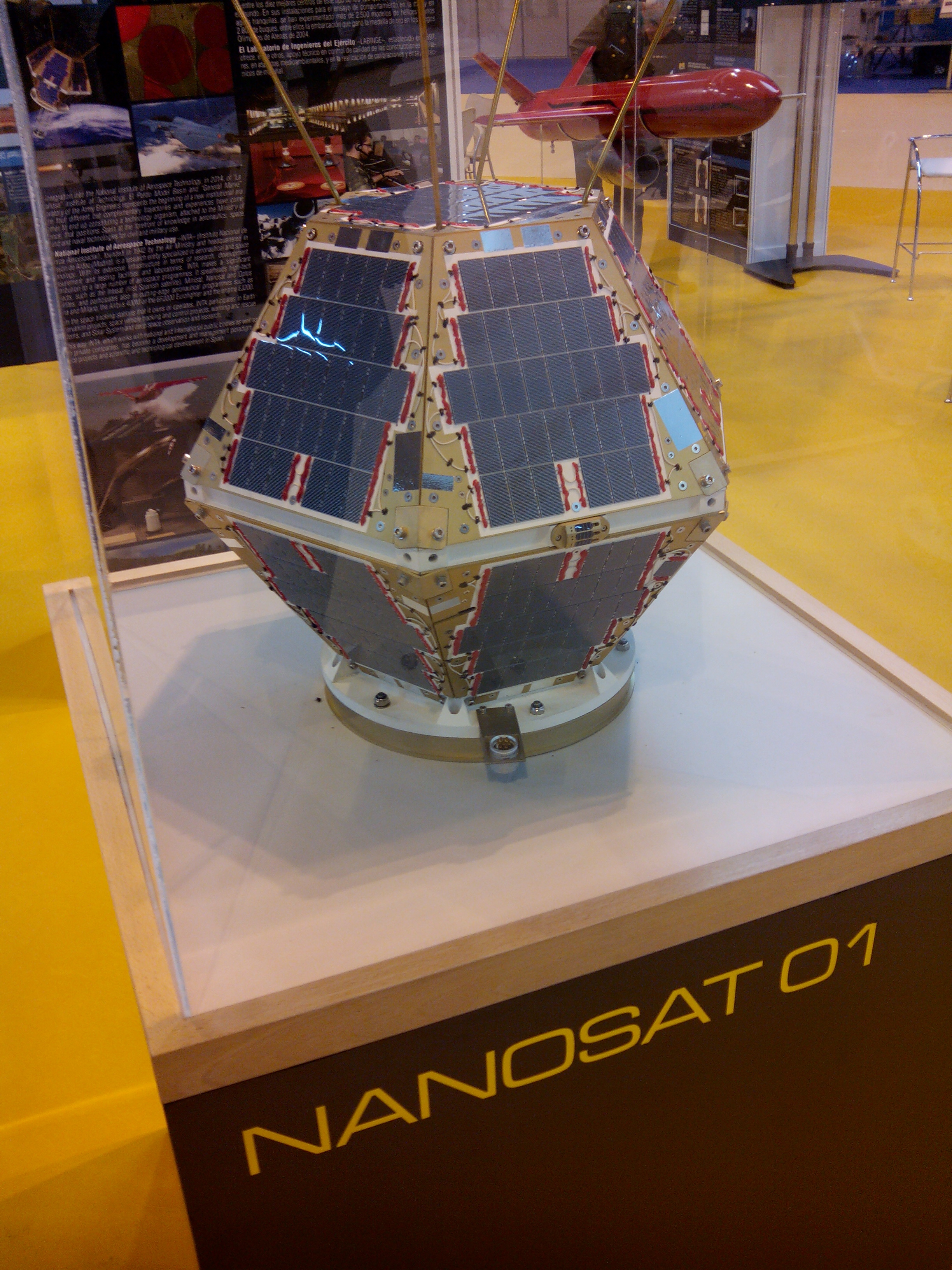
Reproducció del Nanosat 01.

- Nanosat 1B, llançat el 29 de juliol de 2009.
- Xatcobeo (Dieste), llançat el 13 de gener de 2012. En col·laboració amb la Universitat de Vigo.
- OPTOS,[5] llançat el 21 de novembre de 2013. Es basa en un estàndard CubeSat.
- Satèl·lit Paz llançat el 22 de febrer de 2018, desenvolupat pel Ministeri de defensa. És el més recent.

Tots aquests satèl·lits són totalment espanyols en fabricació i disseny, i comprenen una plataforma d'usos múltiples de baix cost, amb subsistemes de disseny modular i interfícies estàndard amb el mòdul de càrrega útil.

## Coets
- INTA-255, primer coet sonda espanyol, llançat el 20 de desembre de 1969.
- INTA-300, llançat el 18 de febrer de 1981 des d'El Arenosillo.
  - INTA-300B Coets modificats basats en l'INTA-300, el primer va desenganxar el 21 d'octubre de 1993.
- Capricornio, projecte per desenvolupar un vehicle llançador, es va cancel·lar l'any 2000.